# Nucula exigua
Nucula exigua är en musselart som beskrevs av G. B. Sowerby I 1833. Nucula exigua ingår i släktet Nucula och familjen nötmusslor. Inga underarter finns listade i Catalogue of Life.